# Niphona lateraliplagiata
Niphona lateraliplagiata là một loài bọ cánh cứng trong họ Cerambycidae.